# Кузенко Ганна Григорівна
Ганна Григорівна Кузенко (7 серпня 1943, місто Чернівці — 7 жовтня 1983, місто Чернівці) — українська радянська діячка, новатор виробництва, ткаля Чернівецького виробничого текстильного об'єднання «Восход» Чернівецької області. Депутат Верховної Ради УРСР 8-го скликання.

## Біографія
Народилася в робітничій родині. У 1961 році закінчила середню школу в Чернівцях.
З 1961 року — ткаля ткацько-обробного виробництва Чернівецького ордена Леніна виробничого текстильного (бавовняного) об'єднання «Восход» Чернівецької області.
Член КПРС з 1976 року. Обиралася членом виконавчого комітету Чернівецької обласної ради народних депутатів.

## Нагороди
- орден Трудового Червоного Прапора
- медаль «За доблесну працю. В ознаменування 100-річчя з дня народження Володимира Ілліча Леніна» (1970)
- медалі